# سیارک ۲۱۴۱۳۶
سیارک ۲۱۴۱۳۶ (به انگلیسی: 214136 Alinghi، نامگذاری:2005AQ27)۲۱۴۱۳۶مین سیارک کشف شده‌است که در ۱۳ ژانویه ۲۰۰۵ کشف شد.